# Меттью Блум
Меттью Джейсон «Метт» Блум (англ. Matthew Jason «Matt» Bloom, нар.14 листопада 1972) — професійний американський реслер, який виступає в WWE. З 1997 по 2004 рік Метт виступав в World Wrestling Federation / Entertainment під іменами A-Train і Принц Альберт. За свою кар'єру в WWE Метт виграв титул інтерконтинентального чемпіона. Після розірвання контракту WWE в 2004 році, Метт відправився в Японію і виступав в таких федераціях, як All Japan і New Japan Pro Wrestling, під ім'ям Гігант Бернард.

## Кар'єра в професійному реслінгу

### World Wrestling Federation / Entertainment
11 квітня 1999 Метт дебютував в WWE під псевдонімом Принц Альберт і довгий час був в команді з Біг Бос Меном. У березні 2000 року Блума, вже відомого на рингу як просто Альберт завербувала Тріш Стратус для сформування команди з Тестом. Команда стала називатися «T & A», де Тріш стала їх менеджером. Весь рік команда намагалася захопити командні пояса, стикаючись з такими командами, як Брати Дадлі і APA, але безуспішно. В грудні команда розвалилася після того, як Альберт за наказом Стефані Макмехон напав на Теста.

### X-Factor; Інтерконтинентальний чемпіон (2001–2004)
У квітні 2001 року Альберт сформував команду X-Factor. 28 червня 2001 він виграв свій перший пояс в WWE — пояс Інтерконтинентального чемпіона, відібравши його у Кейна, і того ж року програв його 23 липня Ленсу Шторму. Наприкінці 2001 року Альберт вигадав собі нове ім'я — «Хіп Хоп Хіппо» і став співпрацював зі Скотті Ту Хотті. Команда розвалилася в квітні 2002, після того, як програла Біллі і Чаку. Через деякий час Альберт об'єднується з Полом Хейманом і Біг Шоу, і за пропозицією Хеймана перейменував себе в A-Train («А-Потяг»). На Реслманії XIX вони удвох програли Трунару, який утримав А-Трейна після «Гробової плити». Їх ворожнеча з трунар тривала аж до SummerSlam, де А-Трейн в супроводі Сейбл програв йому. На Survivor Series він приєднався до команди Брока Леснара, де був вибитий Бредшоу. А-Трейн брав участь в Королівській битві, але був вибитий переможцем битви — Крісом Бенуа. Незабаром Метта перевели на RAW, а пізніше він отримав травму і був відсторонений від виступів на невизначений термін. Перш, ніж він встиг оговтатись від травми, 1 листопада 2004 його звільнили від контракту.

### Повернення в WWE
17 березня 2012 Метт знов підписав контракт з WWE, почавши виступи під новим ім'ям — Лорд Тенсай. Перший матч відбувся 2 квітня в якому він переміг Алекса Райлі. 21 травня образ Метта змінився і він став просто Тенсаєм. Тенсай був учасником поєдинку Гроші в банку, але не зумів зняти кейс. На Survivor Series Тенсай став капітаном своєї команди, але його вибив Джастін Гебріел. Тенсай взяв участь в Королівській битві, але його викинув Кофі Кінгстон. Смуга невдач Тенсо завершився 30 січня, коли Тенсай виграв матч проти Тайтуса О'Ніла.

### Tons of Funk (2013)
Після матчу Тенсай уклав союз з Бродуса Клеем, а їх команда стала називатися «Монстри Фанку». Разом вони здобули ряд перемог над Прімо і Епіко, 3MB (Хіт Слейтер і Джіндер Махал), а на Elimination Chamber перемогли Rhodes Scholars (Коді Роудс і Деміен Сендоу).

## У реслінгу
- Фінішер
  - Gomennasai
- Улюблені прийоми
  - Asian mist
  - Bicycle kick
  - Big boot[89]
  - Body avalanche
  - Cannonball
  - Catapult hangman
  - Corner slingshot splash
  - Delayed double underhook suplex
  - Elbow drop
  - Multiple headbutts to a cornered opponent
  - Monkey flip
  - Nerve hold
  - Shoulder block, as a counter to an oncoming opponent
  - Sitout double underhook powerbomb
  - Throat thrust
- Музичні теми
  - «Shin Nihon Puroresu, Ichiban!» від New Japan Pro Wrestling
  - «Shrine» від Джима Джонсона
  - «Somebody Call My Momma» від Джима Джонсона

## Титули і нагороди
- Impact Zone Wrestling
  - IZW Heavyweight Championship (1 раз)
- Elite Xtreme Wrestling
  - EXW Tag Team Championship (1 раз)
- New Japan Pro Wrestling
  - IWGP Tag Team Championship (2 рази) — з Travis Tomko (1) і Karl Anderson (1)
  - G1 Tag League (2007) — з Travis Tomko
  - G1 Tag League (2009) — з Karl Anderson
  - New Japan Cup (2006)
- Power Pro Wrestling
  - PPW Heavyweight Championship (1 раз)
  - PPW Young Guns Championship (1 раз)
- Pro Wrestling Illustrated
  - PWI ставить його #32 з топ 500 найкращих реслерів у 2001 році.
- Pro Wrestling Noah
  - GHC Tag Team Championship (1 раз) — з Karl Anderson
- World Wrestling Federation
  - Інтерконтинентальний чемпіон WWE (1 раз)
- Wrestling Observer Newsletter
  - Tag Team of the Year (2011) — with Karl Anderson